# Brachythele rhodopensis
Espèce
Brachythele rhodopensis est une espèce d'araignées mygalomorphes de la famille des Nemesiidae.

## Distribution
Cette espèce est endémique de Bulgarie. Elle se rencontre vers Madjarovo dans les Rhodopes.

## Description
Le mâle holotype mesure 15,1 mm.

## Systématique et taxinomie
Cette espèce a été décrite par Dimitrov et Zonstein en 2022.

## Étymologie
Son nom d'espèce, composé de rhodop[e] et du suffixe latin -ensis, « qui vit dans, qui habite », lui a été donné en référence au lieu de sa découverte, les Rhodopes.

## Publication originale
- Dimitrov & Zonstein, 2022 : « A taxonomic contribution to the genus Brachythele Ausserer, 1871 (Araneae, Nemesiidae) with a description of a new species from Rhodope Mountains, Bulgaria. » Zootaxa, no 5159(4), p. 583-592.